# Secret Weapon (álbum de MxPx)
Secret Weapon es el octavo álbum de estudio del grupo estadounidense de punk rock MxPx. Fue lanzado el 16 de julio de 2007 por Tooth & Nail Records y es considerado el álbum en que el grupo «regresa a sus raíces». El álbum cuenta con dieciséis canciones, mientras que su sencillo, «You're on Fire», fue lanzado el 21 de agosto de 2007.

## Antecedentes y lanzamiento
El 2 de mayo de 2007, se anunció el lanzamiento de Secret Weapon. En el mismo anuncio, se reveló la lista de canciones del álbum y la canción principal estuvo disponible para su transmisión. En mayo y junio, la banda encabezó el Tooth & Nail Tour con el apoyo de The Classic Crime, The Fold, Sullivan, Run Kid Run, Hawk Nelson y Project 86. El álbum recibió mucha publicidad en línea antes de su lanzamiento, en gran parte debido al regreso de MxPx a Tooth & Nail Records.
El 5 de julio de 2007, se lanzó un video musical para «Secret Weapon». Secret Weapon estuvo disponible para su transmisión el 10 de julio, antes de ser lanzado una semana después a través de Tooth & Nail Records. El grupo realizó una semana de presentaciones en la edición 2007 del Warped Tour entre finales de julio y principios de agosto.
El sencillo «You're on Fire» se lanzó a la radio el 21 de agosto. Se lanzó un vídeo musical para «Shut It Down» el 19 de noviembre de 2007. En enero de 2008, la banda realizó una gira por Japón e Indonesia, antes de una temporada en Australia. Originalmente estaban programados para telonear a Yellowcard en marzo y abril de 2008, sin embargo, tuvieron que retirarse debido a conflictos de programación. En cambio, la banda realizó una gira por los Estados Unidos con Chiodos en abril de 2008 y apareció en el festival Bamboozle Left. Después de esto, la banda realizó una gira con The Color Fred hasta mayo de 2008. El 5 de septiembre se lanzó un vídeo musical para «Contention». En septiembre y octubre de 2008, la banda realizó una gira conjunta por Estados Unidos con Lagwagon; donde fueron apoyados por Only Crime y TAT.

## Lista de canciones
Todas las canciones fueron escritas por Mike Herrera y arregladas por MxPx.

| CD    |                                                                                           |          |  |
| N.º   | Título                                                                                    | Duración |  |
| 1.    | «Secret Weapon» (feat. Brian Baker de Bad Religion)                                       | 2:06     |  |
| 2.    | «Shut It Down» (feat. Tim Pagnotta de Sugarcult)                                          | 2:59     |  |
| 3.    | «Here's to the Life»                                                                      | 2:57     |  |
| 4.    | «Top of the Charts»                                                                       | 2:33     |  |
| 5.    | «Punk Rawk Celebrity»                                                                     | 2:42     |  |
| 6.    | «Contention»                                                                              | 1:16     |  |
| 7.    | «Angels»                                                                                  | 3:15     |  |
| 8.    | «Drowning»                                                                                | 3:50     |  |
| 9.    | «Chop Shop»                                                                               | 2:14     |  |
| 10.   | «You're on Fire»                                                                          | 3:18     |  |
| 11.   | «Bass So Low»                                                                             | 3:37     |  |
| 12.   | «Sad Sad Song»                                                                            | 2:44     |  |
| 13.   | «Never Better Than Now»                                                                   | 2:47     |  |
| 14.   | «Biting the Bullet (Is Bad for Business)»                                                 | 3:18     |  |
| 15.   | «Not Nothing»                                                                             | 3:06     |  |
| 16.   | «Tightly Wound / All About Nothing» (hidden track - feat. Benji Madden de Good Charlotte) | 6:29     |  |
| 49:54 |                                                                                           |          |  |

| Vinilo y ediciones especiales |                                                                 |          |  |
| N.º                           | Título                                                          | Duración |  |
| 7.                            | «The Hoo-Ha Jangle»                                             |          |  |
| 18.                           | «Madcap Scheme»                                                 | 2:10     |  |
| 19.                           | «Throw Your Body in the Air / All About Nothing» (hidden track) | 6:38     |  |

## Créditos
MxPx
- Mike Herrera – bajo, voz
- Tom Wisniewski – guitarra, voz, coros
- Yuri Ruley – batería, percusión, coros

## Historial de lanzamiento
| País   | Fecha               | Formato | Sello                |
| ------ | ------------------- | ------- | -------------------- |
| Varios | 16 de julio de 2007 | CD, LP  | Tooth & Nail Records |